# Arco de personagem
Um arco de personagem é a transformação ou jornada interior de um personagem ao longo de uma história. Se uma história tem um arco de personagem, o personagem começa como um tipo de pessoa e gradualmente se transforma em um tipo diferente de pessoa em resposta às mudanças no desenvolvimento da história. Uma vez que a mudança é muitas vezes substantiva e leva de um traço de personalidade a um traço diametralmente oposto (por exemplo, da ganância à benevolência), o termo geométrico arco é frequentemente usado para descrever a mudança radical. Na maioria das histórias, personagens principais e protagonistas são os personagens mais propensos a experimentar arcos de personagens, embora personagens menores também mudem. Um elemento condutor dos enredos de muitas histórias é que o personagem principal parece inicialmente incapaz de superar forças opostas, possivelmente porque não tem habilidades, conhecimento, recursos ou amigos. Para superar tais obstáculos, o personagem principal deve mudar, possivelmente aprendendo novas habilidades, para chegar a um maior senso de autoconsciência ou capacidade. Os personagens principais podem alcançar essa autoconsciência interagindo com seu ambiente, contando com a ajuda de mentores, mudando seu ponto de vista ou por algum outro método.

## Exemplos

### Na literatura
Alguns exemplos incluem:
- Hamlet de Shakespeare vê o personagem homônimo, que já foi um jovem príncipe erudito cheio de promessas, rapidamente se tornando um melancólico após a morte de seu pai. A peça mostra sua lenta, mas mortal queda na loucura.
- Em Crime e Castigo, de Dostoiévski, o protagonista Raskolnikov comete um assassinato que o leva a um caminho de redenção e, após uma intensa luta interior, percebe que precisa ser punido por seus atos, denunciando-se às autoridades..
- Os Miseráveis de Victor Hugo inclui uma miríade de personagens que se transformam contra o pano de fundo de eventos sociais. Jean Valjean começa como um condenado egoísta e violento e se torna um pai generoso e amoroso para Cosette, que por sua vez se transforma de uma criança maltratada, solitária e um tanto isolada em uma mulher bonita e carinhosa.
- A série de livros As Crônicas de Gelo e Fogo de George R.R. Martin mostra vários exemplos de arcos de personagens completos. Daenerys Targaryen se transforma de uma jovem ingênua em uma rainha conquistadora, apenas para cair em desgraça após seu abuso de poder. O personagem de Jon Snow passa por um arco semelhante ao abraçar a necessidade de governar, e metaforicamente "mata o menino e deixa o homem nascer", apenas para ser banido após um abuso de poder.

### No cinema
Alguns exemplos incluem:
- Em The Godfather (1972), Michael Corleone inicialmente não quer nada com o negócio do crime de seu pai, Don Vito Corleone. Quando Vito é gravemente ferido em um tiroteio, no entanto, Michael gradualmente se envolve em uma guerra de vingança contra os responsáveis. Isso, de forma eficaz e irônica, o coloca no caminho para se tornar Don do sindicato do crime Corleone. Sua aclamada sequência, The Godfather Part II (1974), narra a queda efetiva de Michael em desgraça como resultado de se tornar um poderoso senhor do crime.
- Em Taxi Driver (1976), Travis Bickle degenera de um veterano da Guerra do Vietnã um tanto perturbado e altamente desorganizado para um psicótico obsessivo.
- Em Frozen (2013), Elsa começa o filme abraçando seus poderes de gelo. Depois de ferir sua irmã, Anna, ela fica com medo de seus poderes e se considera um monstro. Depois que sua irmã se sacrifica, Elsa finalmente abraça seus poderes novamente.

### Na televisão
Como um arco de história, que muitas vezes é composto de muitos arcos narrativos, o arco de personagem não está confinado dentro dos limites de uma narrativa. O arco do personagem pode se estender para a próxima história, uma sequência ou outro episódio. Em séries de TV episódicas, o arco de personagens funciona como um gancho narrativo que os escritores costumam usar para garantir que os espectadores continuem assistindo
- Na série de televisão Buffy the Vampire Slayer, vários personagens passam por um arco de personagem substancial. Buffy deixa de ser uma garota mimada que quer escapar de seu destino para ser uma guerreira comprometida com seu destino. Willow deixa de ser uma garota tímida e estudiosa para a bruxa mais poderosa do mundo e se sente confortável com sua sexualidade.
- Lost se concentra em arcos de personagens para cada um dos sobreviventes de um acidente de avião. Jack Shephard muda de um homem de ciência para um homem de fé, aceitando seu papel como líder dos sobreviventes e, eventualmente, no final da série, o protetor da ilha. James "Sawyer" Ford muda de um vigarista egoísta para um líder maduro.
- Em Breaking Bad, Walter White começa como um professor de química do ensino médio lutando contra uma doença grave enquanto tenta sustentar sua família financeiramente. Sua decisão de se tornar um fabricante de drogas ilegais viciantes inicia uma espiral descendente em que sua esposa, Skyler White, o deixa, e seu personagem passa de uma pessoa moralmente responsável e tímida para um traficante manipulador, perigoso e faminto por poder.